# De Kreuners
De Kreuners is een Vlaamse rockband die opgericht werd in 1978.

## Geschiedenis
Als liefhebber van Amerikaanse en Britse rock leert Walter Grootaers op Radio2, waar hij sinds 1973 werkte als bode, het Nederlandstalige repertoire kennen. Dat brengt hem op het idee om samen met enkele vrienden Brits klinkende rockmuziek te maken, met Nederlandse teksten. ‘Walter zijn Engels is verschrikkelijk.’, schrijft gitarist Luc Imants in zijn dagboek.
De Kreuners, de alternatieve groepsnamen waren Tapis Plein en Rust Roest, vielen op tijdens de Humo's Rock Rally in 1978, maar ze kregen geen platencontract. Dus gingen ze naar Londen om hun eerste single Nummer 1 op te nemen. Deze werd meteen een groot succes. Later kwamen nog vele andere grote hits, zoals Wat komen moet dat komt, Cous-cous kreten, Meisje meisje en Ik wil je. Hierna hebben De Kreuners succes na succes, tot in Frankrijk toe, ondanks hun Nederlandstalig repertoire.
In 2012 besloten De Kreuners na een carrière van 34 jaar te stoppen. Ze namen afscheid van drie generaties fans op drie totaal uitverkochte afscheidsconcerten in het Antwerpse Sportpaleis begin december 2012.
Tijdens de uitreiking van de Music Industry Awards 2012 op 8 december 2012 ontvingen De Kreuners de Life Achievement Award voor hun verdienste voor de Vlaamse populaire muziek.
In november 2017 kondigen zij hun comeback aan. Vanaf 2018 treden ze geregeld op. In 2020 bracht de Nederlandse muzikant Joost Klein in samenwerking met De Kreuners een remix van Ik wil je uit, met dezelfde titel. In 2022 trad de band 44 keer op met de tournee Zomerkreun 22. In 2023 werd een pauze ingelast wegens gezondheidsredenen.

## Discografie

### Albums
| Album met hitnotering(en) in de Vlaamse Ultratop 200 albums | Datum van verschijnen | Datum van binnenkomst | Hoogste positie | Aantal weken | Opmerkingen   |
| ----------------------------------------------------------- | --------------------- | --------------------- | --------------- | ------------ | ------------- |
| 's Nachts kouder dan buiten                                 | 1981                  | -                     |                 |              |               |
| Er sterft een beer in de taiga                              | 1982                  | -                     |                 |              |               |
| Natuurlijk zijn er geen Alpen in de Pyreneeën               | 1983                  | -                     |                 |              |               |
| Weekends in België                                          | 1984                  | -                     |                 |              |               |
| Dans der onschuld                                           | 1986                  | -                     |                 |              |               |
| Hier en nu                                                  | 1990                  | -                     |                 |              |               |
| Het beste van De Kreuners                                   | 1991                  | -                     |                 |              | Verzamelalbum |
| Knagend vuur                                                | 1992                  | -                     |                 |              |               |
| De Kreuners                                                 | 1995                  | 29-04-1995            | 31              | 2            |               |
| Pure pop                                                    | 1998                  | 13-06-1998            | 22              | 15           |               |
| Originele hits / Essential                                  | 2000                  | -                     |                 |              | Verzamelalbum |
| Het beste van                                               | 2003                  | 22-03-2003            | 36              | 6            | Verzamelalbum |
| 1978                                                        | 2003                  | 10-05-2003            | 13              | 5            |               |
| 25 Jaar het beste van De Kreuners                           | 2003                  | -                     |                 |              |               |
| 30                                                          | 19-09-2008            | 27-09-2008            | 11              | 18           |               |
| Alle 40 goed                                                | 22-02-2010            | -                     |                 |              | Verzamelalbum |
| Jonge honden                                                | 12-03-2010            | 20-03-2010            | 12              | 19           |               |
| Live in Zwortegem                                           | 23-03-2012            | 31-03-2012            | 19              | 24           | Livealbum     |
| De laatste kreun - Best of 3CD                              | 2012                  | 17-11-2012            | 3               | 43           | Verzamelalbum |
| De singles                                                  | 2018                  | 19-05-2018            | 6               | 23           | Verzamelalbum |
| Nu en Hier                                                  | 2020                  | 22-08-2020            | 2               | 23           | Remaster      |

### Singles
| Single met eventuele hitnotering(en) in de Nederlandse Top 40 | Datum van verschijnen | Datum van binnenkomst | Hoogste positie | Aantal weken | Opmerkingen                 |
| ------------------------------------------------------------- | --------------------- | --------------------- | --------------- | ------------ | --------------------------- |
| Ik wil je                                                     | 1990                  | 21-04-1990            | 28              | 3            | Nr. 27 in de Single Top 100 |

| Single met hitnotering(en) in de Vlaamse Ultratop 50 | Datum van verschijnen | Datum van binnenkomst | Hoogste positie | Aantal weken | Opmerkingen                                       |
| ---------------------------------------------------- | --------------------- | --------------------- | --------------- | ------------ | ------------------------------------------------- |
| Zij heeft stijl                                      | 1981                  | 13-06-1981            | 30              | 3            |                                                   |
| Ik dans wel met mezelf                               | 1982                  | 08-05-1982            | 39              | 1            | cover van "Dancing with Myself" door Generation X |
| Cous-cous kreten                                     | 1982                  | 20-11-1982            | 38              | 2            |                                                   |
| Doe het gevecht                                      | 1983                  | 26-11-1983            | 36              | 2            |                                                   |
| Verliefd op Chris Lomme                              | 1989                  | 05-08-1989            | 48              | 2            |                                                   |
| Ik wil je                                            | 1990                  | 17-03-1990            | 1(2wk)          | 17           |                                                   |
| Zo jong                                              | 1990                  | 07-07-1990            | 12              | 11           |                                                   |
| Maak me wakker                                       | 1990                  | 20-10-1990            | 18              | 8            |                                                   |
| Nu of nooit                                          | 1991                  | 02-02-1991            | 24              | 5            |                                                   |
| Layla                                                | 1991                  | 25-05-1991            | 35              | 6            |                                                   |
| Help me door de nacht                                | 1991                  | 19-10-1991            | 34              | 5            |                                                   |
| In de zin van mijn leven                             | 1992                  | 01-02-1992            | 14              | 9            |                                                   |
| De hemel nooit beloofd                               | 1992                  | 25-04-1992            | 49              | 1            |                                                   |
| Wat komen moet dat komt                              | 1995                  | 11-02-1995            | 48              | 1            |                                                   |
| We kleuren de nacht                                  | 1998                  | 11-04-1998            | tip9            | -            |                                                   |
| Meisje meisje                                        | 2003                  | 19-04-2003            | 43              | 6            | Nr. 27 in de Radio 2 Top 30                       |
| Das wat ik zeggen wou                                | 15-02-2010            | 06-03-2010            | tip22           | -            | Nr. 15 in de Radio 2 Top 30                       |
| Radio                                                | 2012                  | 08-12-2012            | tip29           | -            |                                                   |
| Viktoria                                             | 2017                  | 18-11-2017            | tip7            | -            | Nieuwe versie                                     |
| Ik Wil Je                                            | 2020                  | 15-08-2020            | tip18           | -            | ft. Joost Klein                                   |

| Single zonder hitnotering(en)        | jaar |
| ------------------------------------ | ---- |
| Nummer 1                             | 1980 |
| Nee oh nee                           | 1981 |
| Gezellig samenzijn                   | 1981 |
| Madame WuWu                          | 1981 |
| Layla                                | 1982 |
| Beest                                | 1982 |
| Vuil water                           | 1984 |
| Sha la                               | 1985 |
| Jongens hebben geluk                 | 1986 |
| Wij gaan deserteren                  | 1986 |
| A rum a drum drum                    | 1987 |
| Koes koes kreten                     | 1989 |
| Zo jong                              | 1990 |
| Het regent meer dan vroeger          | 1991 |
| Ik ben bij jou                       | 1991 |
| Vergeet het maar                     | 1995 |
| Er komt een tijd                     | 1996 |
| Vader moeder appelspijs              | 1996 |
| De laatsten zullen de eersten zijn   | 1998 |
| Waar en wanneer                      | 1998 |
| Ja!                                  | 2003 |
| Lust slaapt nooit                    | 2004 |
| Pinguïns in Texas                    | 2008 |
| Stil in mij                          | 2008 |
| Wachten op een trein (nieuwe versie) | 2019 |

### Dvd's
- 2005: Live 2005